# Białki (Siedlce)
Pour les articles homonymes, voir Białki.
Białki (prononciation : [ˈbjau̯ki]) est un village polonais de la gmina de Siedlce dans le powiat de Siedlce de la voïvodie de Mazovie dans le centre-est de la Pologne.
Il se situe à environ 5 km au sud de Siedlce (siège de la gmina et du powiat) et à 89 km à l'est de Varsovie (capitale de la Pologne).
Le village comptait approximativement une population de 721 habitants en 2004.

## Histoire
De 1975 à 1998, le village appartenait administrativement à la voïvodie de Siedlce.

Depuis 1999, il appartient administrativement à la voïvodie de Mazovie